# Приволжский район (Саратовская область)
Приволжский район — административно-территориальная единица, существовавшая в РСФСР в 1941—1956 годах. 

Административный центр — село Приволжское.

## История
После издания Указа Президиума Верховного Совета СССР от 28 августа 1941 года «О переселении немцев, проживающих в районах Поволжья» Указом Президиума Верховного Совета СССР от 7 сентября 1941 года «Об административном устройстве территории бывшей республики немцев Поволжья» Куккусский кантон бывшей АССР Немцев Поволжья был включён в состав Саратовской области как Куккусский район. Указом Президиума Верховного Совета РСФСР от 19 мая 1942 года «О переименовании некоторых районов и городов Саратовской области» Куккусский район был переименован в Приволжский район.
В состав Приволжского района входили следующие сельские Советы депутатов трудящихся (по состоянию на 1 ноября 1942 года):
- Березовский
- Зауморский
- Красноармейский
- Октябрьский
- Приволжский
- Привольненский
- Степновский
- Скатовский
- Тарлыковский
- Чкаловский
- Яблоновский

По состоянию на 1 января 1955 года в Приволжском районе было 6 сельских советов:
- Березовский
- Приволжский
- Скатовский
- Чкаловский
- Яблоновский

7 мая 1956 года Указом Президиума Верховного Совета РСФСР Приволжский район был упразднён, большая часть сельсоветов была включена в состав Ровенского района Саратовской области (Приволжский, Чкаловский, Яблоновский, Скатовский сельские советы) и Энгельсского района Саратовской области (Березовский сельский совет).